# درافی دویچر
درافی دویچر (آلمانی: Drafi Deutscher; ۹ مهٔ ۱۹۴۶ – ۹ ژوئن ۲۰۰۶) خواننده اهل آلمان است. وی بین سال‌های ۱۹۶۴ تا ۱۹۸۹ میلادی فعالیت می‌کرد.